# Domača gos
Domača gos je udomačena perutnina, ki se jo goji zaradi mesa, jajc in perja. Sodobna domača gos je posledica usmerjenega umetnega izbora, kjer je človek razmnoževal dva še danes živeča zarodnika; sivo gos (Anser anser) in labodjo gos (Anser cygnoides). Moderna domača gos tako zajema dve podvrsti: ptice, izvirajoče iz sive gosi – Anser anser domesticus, in ptiče, potomce labodje gosi – Anser cygnoides domesticus. Mogoči so tudi križanci, ki kljub hibridizaciji ohranijo plodnost in lahko nadaljujejo linijo.

## Izvor
Sivo gos (Anser anser) so udomačili Egipčani vsaj pred 3000 leti, druga divja vrsta, labodja gos (Anser cygnoides), je bila udomačena v Sibiriji skoraj 1000 let kasneje, in je danes poznana pod imenom kitajska gos. Med obema domačima gosema prihaja do križanja (hibridizacije) in pri tovrstnih potomcih je na kljunu pogosto viden raznoliko velik greben, ki je značilnost kitajske gosi. Tudi križanci ohranijo sposobnost parjenja in plodnost, v preteklosti pa naj bi bile te ptice povod za nastanek več modernih pasem gosi. Kljub razmeroma zgodnji udomačitvi gosi nikoli niso pridobile komercialne pomembnosti kokoši in rac.

## Značilnosti in uporabnost
Domače gosi so veliko večje od svojih divjih prednikov in imajo navadno širok vrat, pokončno držo in velika telesa s širokim zadnjim delom. Iz sive gosi izvirajoče ptice so velike in mesnate, navadno se jih uporablja za pridobivanje mesa, medtem ko so kitajske gosi manjšega okvira in velikokrat služijo za proizvodnjo jajc. Pri vzreji domačih gosi so rejci spodbujali predvsem velikost, saj nekatere sodobne gosi tehtajo kar 10 kg, v primerjavi z maksimalno težo 3,5 kg pri divji labodji gosi in 4,1 kg pri sivi gosi. Izbiralo se je tudi večjo sposobnost leženja jajc, saj zmorejo nekatere samice gosi v enem letu zleči do 50 jajc, medtem ko divji zarodniki izvalijo zgolj od 5 do 12 jajc letno. Gosja jajca so velika in užitna, ponavadi tehtajo 120–170 g. Fini puh obeh gosi se ceni in daje v različne izdelke; recimo kot polnilo vzglavnikov in del oblačil.
Gosi se prehranjujejo s travami in drugimi pleveli, svojo prehrano pa dopolnjujejo tudi z manjšimi nevretenčarji. Domače gosi so znane po svojo sposobnosti, da zlahka preživijo na travnatih sistemih. So izredno družabni ptiči, ki jih karakterizira dober spomin, še posebej uporaben pri navigiranju. Kitajske gosi so agresivnejše in glasnejše kot druge gosi, zato se jih ponekod uporablja kot čuvaje, ki opozarjajo na morebitne vsiljivce. Gosje meso je temne barve in ima visoko vsebnost beljakovin. Živali maščobe nalagajo subkutano (podkožno), med te lipide pa spadajo predvsem mononenasičene maščobne kisline. Ptice se zakolje pri 10 ali 24 tednih starosti.

## Proizvodnja
Svetovna mesna proizvodnja gosi in pegatk je leta 2019 dosegla vrednost 2,76 milijonov ton (v primerjavi z 226 332 tonami leta 1970). Povprečna vrednost letne rasti znaša 5,51 %. Izmed glavnih tipov perutnine (kokoši, puranov, rac in gosi) se gosjega mesa proizvede najmanj. Večji delež gosi se vzredi v Aziji, kjer je glavni proizvajalec Kitajska.

## V kulinariki
V nekaterih državah se gosi in race prisilno hrani, da se v njihova jetra naložijo visoke količine maščob, ki služijo za proizvodnjo kulinarične specialitete foie gras. Več kot 75 % proizvodnje tega produkta se godi v Franciji, z manjšimi obrati prisotnimi tudi na Madžarskem in v Bolgariji ter vzrejnimi farmami na Kitajskem. Foie gras velja za razkošje v številnih delih sveta, a je postopek nasilnega hranjenja živali prepovedan v mnogih državah, saj onemogoča dobrobit živali.

## Galerija
- Domača kitajska gos s pokončno držo in obilnim zadnjim delom.
- Divja labodja gos z vodoravno držo in vitkim zadnjim delom.
- Siva gos, eden izmed dveh zarodnikov domače gosi.
- Puranji jajci (zgoraj), račji jajci (spodaj), gosje jajce (desno).
- Značilno rumenkast mladič v odraslosti bele emdenske gosi.
- Gosi so znane po svoji agresivnosti in zaščitnosti.